# Донецький Василь Федосійович
Василь Федосійович Донецький (1850 або 1851 — після 1884) — діяч народницького руху, брав участь у кількох революційних гуртках. В 1873 році відвідав Європу, де спілкувався з народниками-емігрантами. Безрезультатно намагався влитися у лави швейцарського пролетаріату та увійти до складу робочого Інтернаціоналу. По поверненню до Російської імперії був схоплений на кордоні за провіз революційних прокламацій. Був засуджений до каторги, став першим політичним бранцем Ново-Бєлгородського централу. Під час відбування покарання збожеволів і був переведений до  Казанської психіатричної лікарні. Після ув'язнення познайомився з молодим Віктором Черновим, в майбутньому одним з лідерів партії есерів, — і вплинув на його бажання стати революціонером. Чоловік народниці Теклі Донецької.

## Життєпис

### Народницька діяльність
Василь Донецький народився в родині священника у 1850, або за іншими відомостями у 1851 році. Освіту здобував у Черкаському повітовому училищі та Воронезькій духовній семінарії. Пізніше був слухачем у Петровській сільськогосподарській академії. Під час навчання в Москві відвідував народницькі гуртки Валеріана Карпова та Олександра Пругавина. Після доносу Марії Козицької про існування у Москві таємного політичного товариства, жандарми зацікавився членами цих гуртків. Сам Василь Донецький був заарештований та обшуканий 25 квітня 1871 року, наступного дня він був допитаний прокурором Московської судової палати. Через те, що обшуки членів гуртків не підтвердили слова Козицької, всі заарештовані, крім подружжя Карпових, були звільнені зі встановленням за ними поліційного нагляду. Всього Василь Донецький провів під арештом три дні.
Після виходу з ув'язнення активно спілкувався з московськими «чайковцями». Всупереч підписці про невиїзд, Донецький покинув Москву і переїхав до Києва, де жив до січня 1873 року. На новому місці ввійшов до бунтарського гуртка Володимира Дебогорія-Мокрієвича. Перебуваючи у Києві одружився з народницею Теклею Лозовською. Згідно з відомостями письменника Петра Кошеля, шлюб був фіктивним і призначався для звільнення Теклі «від батьківських прав для революційної справи», саме подружжя бачилося лише раз — у церкві під час вінчання.
У березні 1873 року у групі народників, де зокрема були Володимир Дебогорій-Мокрієвич, Микола Судзіловський та Іван Ходько поїхав до Європи за фальшивим паспортом, на ім'я А. Осмоловського. Разом з товаришами відвідав Відень, Лозанну та Цюрих, де познайомився з місцевими російськими емігрантами. Зокрема, у нього сталися близькі стосунки з народницею Марією Мачтет — старшою сестрою письменника Григорія Мачтета. Дебогорій-Мокрієвич, Донецький та Судзіловський планували стати робітниками та увійти до складу робочого Інтернаціоналу. Попри критику цієї витівки Ходьком та мешкавшим у Швейцарії вже довгий час Замфіром Раллі, трійка народників відправилася до перевалу Сен-Готард, щоб взяти участь у будівництві залізничного тунелю. На здивування народників, будівництво не потребувало нових робітників і вони вирішили відправитися до Женеви. У місті вони познайомилися з емігрантом Лазарем Гольденбергом, який завідував вільною російською типографією і друкував революційну літературу. Тут Судзіловський вирішив покинути товаришів, а Дебогорій-Мокрієвич з Донецький здійснили свою мету і влаштувалися працювати землекопами. Не звиклому до фізичної праці Донецькому, це зайняття виявилося дуже важким. Однак він не здавався і з часом він став звикати до роботи. Попрацювавши кілька тижнів, Донецький був затриманий місцевою поліцією, бо через фальшивий паспорт він не мав дозволу на тимчасове проживання. На наступний день він був відпущений, але з наказом терміново покинути Женевський кантон.

### Ув'язнення

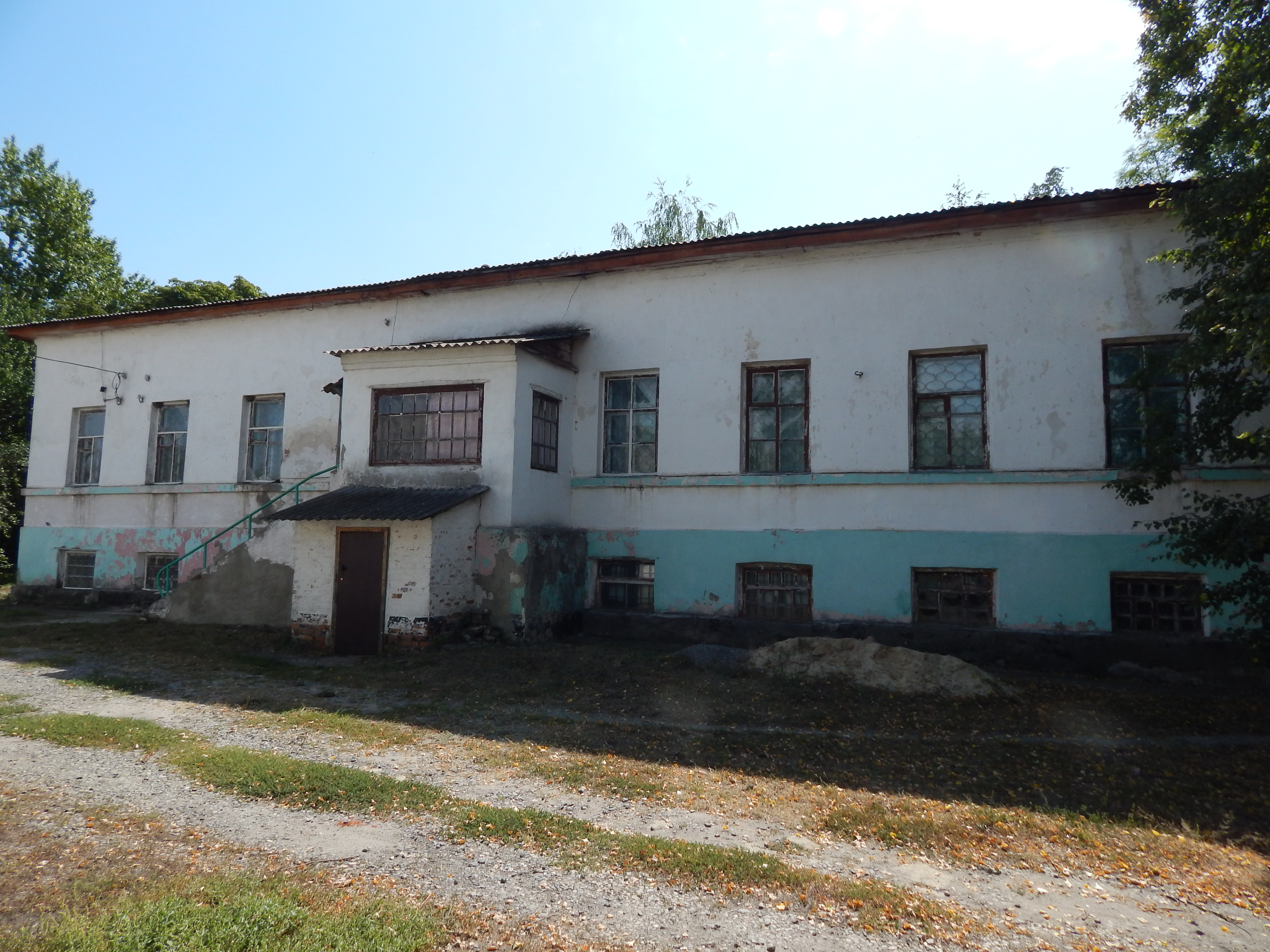
Будівля Ново-Бєлгородського централу, сучасний стан

Розділившись з Дебогорієм-Мокрієвичем, Донецький вирішив самостійно повернутися до Російської імперії та провезти через кордон 200 прокламацій «К русским революционерам», виданих «Громадою цюрихських анархістів». У листопаді 1873 року він прибув до залізничної станції Сербинівці, залишивши чемодан з прокламаціями на зберегання у станційного жандарма. Донецький вирішив пішки дійти до села Лука-Барська, де знаходився маєток Дебогоріїв-Мокриєвичів. Однак 27 листопада, неподалік від станції, Василя Донецького затримали залізничні робітники прийнявши його за втіклого злочинця та передали становому приставу. Під час обшуку у затриманого знайшли прокламації, після чого він зізнався у їх ввозі. Донецького заарештували та відправили до столиці, де з 3 січня 1874 до 22 лютого 1875 його утримували в Петропавлівській фортеці.
Справу Василя Донецького розглядала Особлива присутність Урядового Сенату. Слідчім не вдалося включити Донецького до якоїсь з колективної справи й тому його судили окремо. За рішенням суду від 25 вересня 1875 року, за ввезення прокламацій, був засуджений до позбавлення всіх прав стану та на п'ять років каторжних робіт.
Відбував покарання у правому крилі одиничних камер Ново-Бєлгородського централу, який знаходився у Харківській губернії. Василь Донецький став першим політичним ув'язненим в централі. Головне тюремне управління, у своєму листі від 21 вересня 1879 року до Міністерства внутрішніх справ, зазначало, що у кількох ув'язнених централу, серед яких був і Донецький, виявлено розлад розумових здібностей у слабій формі. Через те, що розлад міг прогресувати та щоб хворі бранці не заважали іншим, харківський губернатор Віктор фон Валь клопотав дозволити відправити їх у заслання. Однак клопотання залишилося без відповіді.
Народник Михайло Чернавський, який відбував покарання у сусідній з Донецьким камерою, згадував, що божевілля Донецького почалося з «рецидиву релігійності» — він деякий час, кожної неділі, відвідував арештантську церкву. Саме божевілля товариша, Чернавський характеризував як «філософське». Донецький вважав, що він «досконало осягнув всесвіт, його цілі, закони, майбутні долі», центром всесвіту він вважав себе. Донецький не потребував свободи, бо він обіймав «своїм поглядом все суще, весь світ», бачив минуле, сьогодення та майбутнє. Він намагався пояснити свої погляди лікарю, священнику та наглядачу, але жодний з них не зрозумів його пояснень. Їх реакція жодним чином не засмутила самого Донецького. Як зазначав Чернавський, його товариш змінився навіть зовнішньо — в його лиці читався абсолютний спокій та задоволеність, а хода стала спокійною, урочисто-величною.

### Подальше життя
Тільки потім я зрозумів психологічну трагедію, що створила цю філософію. Людина, яка брала участь у героїчній спробі відродження та олюднення нашої нелюдської дійсності революційною боротьбою, не винесла фатального фіналу. І приголомшена нервова система спрямувала його неабиякий розум на фантастичну дорогу.
По закінченню строку ув'язнення, у 1880 році, разом з іншим народником — Миколою Плотниковим був відправлений до Орла для подальшої висилки до Східного Сибіру. Деякий час перебував у Мценській пересильній тюрмі, де з ним познайомився інший арештант — народник Іван Білоконський. Останній згадував у мемуарах, що Донецький вважав себе «генієм добра» і доказував це за допомогою календаря. За словами Донецького, кожний несправедливий вчинок стосовно нього з боку тюремного начальства призводив до нещастя: «Ось позбавили мене тоді обіду, і, дивіться, — цього дня помер…». У Мценську Донецький сильно прив'язався до арештанта Івана Дебогорія-Мокрієвича, з яким проводив багато часу у розмовах. «Нервовий та хворобливий» Дебогорій-Мокрієвич гнітився такими одноманітними розмовами й, щоб змінити напрям розмови, одного разу за допомогою того ж календаря довів, що є «генієм зла». Після цієї розмови, Донецький більше не згадував улюблену тему. Білоконський пояснював прив'язаність божевільного арештанта до Дебогорія-Мокрієвича тим, що Донецький товаришував з його молодшим братом Володимиром і брати в його запамороченій уяві змішалися в одну людину.
У Мценську місцевий лікар констатував, що Василь Донецький та Микола Плотников знаходяться «у стані божевілля», тому Головне тюремне управління прохало дозвіл на переміщення хворих до богоугодного закладу в Орловській губернії, або висилки до Москви. У листопаді 1880 року, за розпорядженням Головного тюремного управління, Василь Донецький був переведений до Казанської психіатричної лікарні. Станом на 1884 рік, мешкав під наглядом на території Області Війська Донського.
Улітку 1885 року Казанську психіатричну лікарню відвідала дружина Василя Донецького — Текля, вона не знала про переведення чоловіка і мала намір оформити розлучення. Текля покинула лікарню так і не знайшовши чоловіка і не отримавши точних відомостей про його місцеперебування.
Віктор Чернов згадував у своїх спогадах «божевільного філософа» Донецького, з яким він познайомився у юнацтві в Саратові. Василь Донецький жив на околиці міста і вів відлюдницький спосіб життя. Колишній народник заробляв на життя приватними уроками, але жив дуже бідно, харчувався лише гарячою водою з чорним хлібом. Через свою любов до всього живого, став вегетаріанцем. Працював над своєю філософською системою, особливу увагу приділяв проблемі реальності зовнішнього світу, вільній волі, основам моралі. Розчарувався у революційному русі та порвав майже всі свої старі знайомства, однак спілкувався з народником Валеріаном Балмашовим, батьком терориста Степана Балмашова. Також його відвідували деякі місцеві гімназисти, яким Донецький проповідував «нову свою філософію». Серед тих гімназистів був і Віктор Чернов, який порівнював Донецького з анахоретом. Дослідник Олександр Еткінд відмічав, що знайомство з Донецьким вплинуло на молодого Чернова, розчарування Донецького у революційному русі не відвернуло від нього гімназиста, а навпаки розбудило у ньому «романтичний захват». Чернов порівнював нігілістів з янголом, який повстав проти Саваофа. Аналізуючи біографію Василя Донецького, Еткінд зазначав її подібність до життя Василя Кельсієва та Миколи Чайковського, але у Донецького вона «болісно загострена».

## У літературі
Народник Лев Дейч написав «про цього ні за що загубленого юнака» у статі «Полувековые годовщины» переказавши історію життя Василя Донецького, серед інших жертв царату.
Революціонер та письменник Сергій Степняк-Кравчинський, у творі «Россия под властью царей», згадував Донецького серед жертв Ново-Бєлгородського централу: «Донецький, Герасимов, Олександров, Єлецький, Папін, Муравський— їхні тіні проходять перед нами у цій обителі скорботи. Чудовий розум цих людей, вся їхня безмежна любов до трудівників, прагнення полегшити долю принижених та пригноблених поховані в кам'яному склепі, засуджені на загибель та смерть.».
Василь Донецький — епізодичний персонаж роману Валерія Язвицького «Непереможений бранець», присвяченому життю народника Іполіта Мишкіна. В романі розповідається про арешт Донецького у Швейцарії та про перебування в Ново-Бєлгородському централі.